# Peter Jørgensen
Peter Jørgensen   (Hillerød, 2 d'abril de 1907 - Vålse, 27 d'agost de 1992) va ser un boxejador danès que va competir durant la dècada de 1930.
El 1932 va prendre part en els Jocs Olímpics de Los Angeles, on guanyà la medalla de bronze de la categoria del pes semipesant  del programa de boxa, en perdre en semifinals contra David Carstens i guanyar en el combat per la tercera posició a William Murphy.